# Helsingborgs stadsteater
Helsingborgs stadsteater inledde sin verksamhet den 6 september 1921. Teatern är därmed Sveriges äldsta stadsteaterverksamhet. Lorensbergsteatern i Göteborg fick anslag från staten redan 1918, men kallades aldrig stadsteater. Göteborg fick sin stadsteater 1934. 
Helsingborgs stadsteater ingår i Helsingborg Arena och Scen AB, som är ett av Sveriges större kultur- och evenemangsbolag. I det kommunägda bolaget ingår Helsingborgs stadsteater, Helsingborgs symfoniorkester och konserthus, Helsingborg Arena, Sofiero slott och slottsträdgård, utomhusarenan Grytan samt Evenemangsenheten. Den nuvarande byggnaden invigdes 1976.

## Gamla teatern

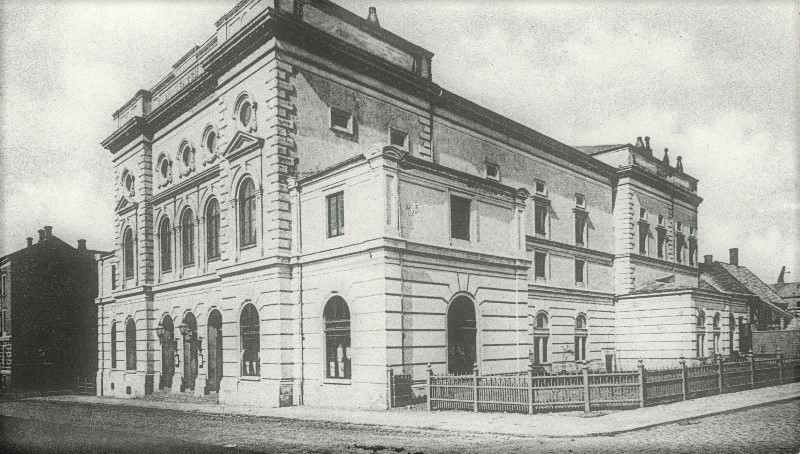
Helsingborgs teater, cirka 1888.

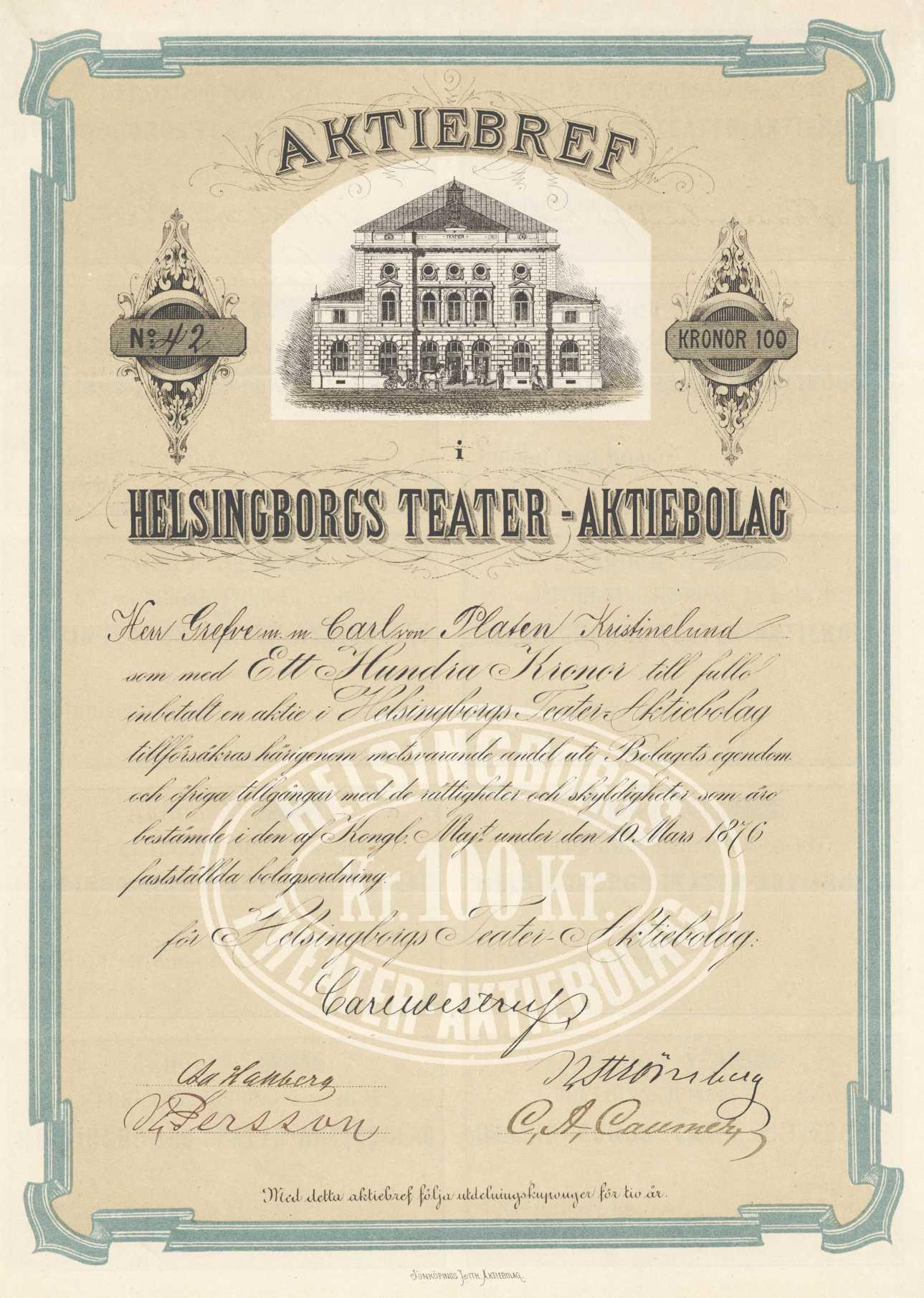
Helsingborgs Teater-Aktiebolag aktie den 10 mars 1876

Den gamla teatern byggdes på Prästgatan, på samma plats som en tidigare teaterbyggnad, den så kallade "Teaterladan" från 1817. Denna benämndes så då den liknade en ladugårdsbyggnad och samma byggnad användes tidvis både som teater och badinrättning i olika avdelningar. Då den äldre byggnaden hade brister och var sliten ersattes den av den teaterbyggnad som invigdes den 27 september 1877, med Friedrich von Flotows opera ” Martha”. På grund av slarv vid byggnationen tvangs man lägga till skådespelarlogerna provisoriskt i efterhand, varför byggnaden var färdig först 1880. 
På teatern skrevs teaterhistoria då Henrik Ibsens drama Gengångare fick sin världspremiär i Helsingborg den 22 augusti 1883 i regi av den framstående teatermannen August Lindberg, som också spelade en av rollerna. Detta berodde på att pjäsen allmänt ansågs som omoralisk i hela Skandinavien, sedan den tidigare givits ut i tryckt form och ingen huvudstadsteater ville ta sig an den. Även två skådespel av den danske skriftställaren Edvard Brandes fick sin urpremiär på teatern: En brytning (1885) genom Albert Ranfts sällskap och Under lagen (1892) genom ett sällskap från Dramatiska teatern. Även helsingborgaren Nils Kroks skådespel Ingeborg Holm fick genom Selanders sällskap sin urpremiär där, innan det senare blev till berömd film av Viktor Sjöström.
Denna teater blev 1921 Sveriges första stadsteater med fast anställd ensemble, i stället för olika gästande, kringresande teatersällskap.
År 1944 tillträdde den då blott 26-årige Ingmar Bergman tjänsten som gamla stadsteaterns chef. Samtidigt stod teatern inför ett stort ekonomiskt hot i och med att staten drog in bidragen till förmån för den nybyggda stadsteatern i Malmö. Helsingborgs kommun räddade teatern genom höjda bidrag.

## Nuvarande teatern
Då den gamla teatern revs invigdes den nya teatern 1976 med Henrik Ibsens Peer Gynt respektive August Strindbergs Dödsdansen på de båda nya scenerna. Den vita stenbyggnaden ritades av den lokala Arkitektfirman Arton och Erik Magnusson med en tillbyggnad av Arkitektlaget 1995. Byggnaden består av Stora scenen med 589 publikplatser och Lilla scenen i form av en black box med plats för 153 åskådare. Dessutom finns en flexiibel extrascen i foajén för dagföreställningar med mera, samt dekorverkstad,etc i huset.  Teatern har cirka 50 fast anställda (2015). 
Teatern har genomgått flera stora omorganisationer under 2000-talet och är sedan 1 januari 2015 en del av det kommunala bolaget Helsingborg Arena och Scen AB med Jeanette Gustafsdotter som verkställande direktör.
Många välkända skådespelare, regissörer, teaterchefer etc har arbetat på teatrarna genom åren, däribland Erland Josephson, Harriet Andersson, Måns Westfelt, Ernst Hugo Järegård, Hans Klinga, Margaretha Krook, Birger Malmsten, Lars Passgård, Sif Ruud, Stellan Skarsgård, Max von Sydow, Nils Poppe, Eva Rydberg, Ingvar Kjellsson, Regina Lund, Maria Kulle, Jan-Olof Strandberg, Palle Granditsky, Per Sjöstrand, Johan Falck, Frank Sundström, Göran Stangertz, Staffan Olzon, Mikael Segerström, Monica Nielsen, Michalis Koutsogiannakis, Gurie Nordwall, Lil Terselius, Lickå Sjöman, Katarina Zell, Mikael Strandberg, Eva Roos och gäster som Edvin Adolphson, Gunnel Broström, Hilding Gavle, Max Hansen, Signe Hasso, Ebbe Rode, Christina Schollin, Sven-Bertil Taube och Inga Tidblad.

## Teaterchefer
- Rudolf Wendbladh, 1921–1923
- Torsten Hammarén, 1923–1926
- Gösta Cederlund, 1926–1929
- Rudolf Wendbladh, 1929–1944
- Ingmar Bergman, 1944–1946
- Lars-Levi Læstadius, 1946–1950
- John Zacharias, 1950–1953
- Johan Falck, 1953–1959
- Frank Sundström, 1959–1961
- Mats Johansson, 1961–1962
- Per Sjöstrand, 1962–1968
- Lars-Levi Læstadius, 1968–1973
- Claes Sylwander, 1973–1983
- Staffan Olzon, 1983–1986
- Palle Granditsky, 1986–1989
- Lars Svenson, 1989–2001
- Göran Stangertz, 2001–2009
- Karl Dunér, 2009–2012
- Anna Novovic Teaterchef och konstnärlig ledare 2012–2014,  Max Granström Teaterchef och VD 2012– 2014
- Max Granström Teaterchef och tf konstnärlig ledare 2014– maj 2016, VD (tom 2014)
- Kajsa Giertz, juni 2016–november 2022
- Moqi Simon Trolin, 2022–[5]